# Reinhard Liehr
Reinhard Liehr (* 1939 in Altstadt, Kreis Namslau, Schlesien) ist ein deutscher Historiker. Er lehrte von 1983 bis 2004 als Professor für Geschichte Lateinamerikas an der Freien Universität Berlin.

## Leben
Nach der Vertreibung aus Schlesien wuchs Liehr in Friedersdorf (DDR) und Recklinghausen auf. Er studierte von 1960 bis 1969 in Köln und Madrid und unternahm erste Archivstudien in Mexiko. Mit einer Arbeit über Stadtrat und städtische Oberschicht von Puebla am Ende der Kolonialzeit (1787–1810) wurde er 1969 an der Universität Köln promoviert. Danach war er Wissenschaftlicher Mitarbeiter an den Universitäten Köln und Bielefeld, wo er sich 1977 zur Sozialgeschichte spanischer Adelskorporationen (Maestranzas de caballería) habilitierte. 
Von 1979 bis 1987 war Liehr Wissenschaftlicher Direktor am Ibero-Amerikanischen Institut der Stiftung Preußischer Kulturbesitz in West-Berlin. Die FU Berlin berief ihn 1983 als Professor für Geschichte Lateinamerikas an das Lateinamerika-Institut, wo er bis zu seinem Eintritt in den Ruhestand 2004 lehrte. Er forschte und veröffentlichte vor allem zur Sozial- und Wirtschaftsgeschichte Hispanoamerikas im 18. bis frühen 20. Jahrhundert.

## Schriften (Auswahl)
- Stadtrat und städtische Oberschicht von Puebla am Ende der Kolonialzeit (1787–1810). Wiesbaden 1971, OCLC 484215589.
- Sozialgeschichte spanischer Adelskorporationen. Die Maestranzas de Caballeria (1670–1808). Mit 4 Karten, 3 Schaubildern und 4 Abbildungen. Wiesbaden 1981, ISBN 3-515-02923-0.
- Hg.: América Latina en la época de Simón Bolívar. La formación de las economías nacionales y los intereses económicos europeos 1800–1850. Berlin 1989, ISBN 3-7678-0653-3.
- Hg.: La deuda pública en América Latina en perspectiva histórica. The public debt in Latin America in historical perspective. Frankfurt am Main 1995, ISBN 3-89354-558-1.